# 뉴질랜드 포병 왕립 연대
뉴질랜드 포병 왕립 연대(영어: Royal Regiment of New Zealand Artillery, 약칭 RNZA)는 뉴질랜드 육군의 포병 연대다. 이이 부대는 사실상 군사 행정 부대로, 여러 구성 연대로 구성될 수 있다. 이 명칭은 영국 육군의 왕립 포병대의 분파로서의 유산에서 유래한다. 현재의 형태는 1947년에 뉴질랜드의 정규 및 자원 포병대를 통합하면서 창설되었다. 1958년에는 그동안의 공로를 인정받아 뉴질랜드 포병 왕립 연대라는 명칭을 부여받았다.

## 역사

### 이전 부대 및 편성
뉴질랜드 포병 왕립 연대의 전신 부대는 1866년 2월에 첫 야전 포병 부대와 해군 포병 부대의 자원군 창설되면서 시작되었다. 1878년부터 여러 야전 포병 부대는 뉴질랜드 포병 자원 연대로 행정적으로 통합되었으며, 알파벳 순으로 지정되었다. 해군 포병 부대는 1902년에 뉴질랜드 수비 포병 자원 연대로 통합되었다. 한편, 1880년대 중반부터 해안 방어가 필요하게 되면서, 1902년 10월 15일에 뉴질랜드 왕립 포병대(RNZA)라는 명칭을 받은 소규모 상비 포병 부대가 상비 군대 내에 창설되었다. 1911년 영토군이 창설된 후, 뉴질랜드 야전 포병 연대와 뉴질랜드 수비 포병 자원군은 뉴질랜드 포병의 일부가 되었다. 이 기간 동안 상비 RNZA는 교육 및 간부 역할을 유지했다.
1914년 8월 2일부터 5일 사이에 전쟁 전 계획에 따라 항구 감시 포대를 설치하고 당시 왕립 뉴질랜드 포병대(현역)와 뉴질랜드 수비 포병대(영토군)를 동원하는 작업이 수행되었다. 감시 포대의 임무는 항구에 들어오는 미확인 선박을 조사하는 것이었다. 포트 타카푸나, 웰링턴의 포인트 고든, 포트 제르보이스, 포트 찰머스 입구의 하울렛 포인트에 위치한 감시 포대는 1915년 3월 15일까지 24시간 근무했다. 그 이후에는 포대의 포와 장비가 고도의 준비 상태로 유지되었고, 포대 인원은 몇 시간 내에 출동할 수 있도록 대기했다. 제1차 세계 대전 초기 동원 과정에서 뉴질랜드 원정군의 초기 부대에 6문의 18파운드 포로 구성된 포병 포대가 포함될 예정이었다. 많은 지원자가 포병으로 자원한 후, 3개 포대로 구성된 여단을 편성하기로 결정되었으며, 총 12문의 18파운드 포가 준비되었다. 초기 여단은 1914년 10월 16일에 주력 부대와 함께 출발했다. 결국 두 개의 뉴질랜드 야전 포병 여단(연대 규모의 부대)이 뉴질랜드 및 오스트레일리아 사단과 함께 복무했다. 전쟁이 끝난 후 뉴질랜드 포병은 뉴질랜드 포병 연대로 개명되었다.
제2차 세계 대전 동안 4, 5, 6 야전 연대가 제2 뉴질랜드 원정군과 함께 출항했으며, 초기에는 제7대전차연대와 제14경대공포연대도 파견되었다. 여러 포병 연대와 포대는 태평양에서 제2 뉴질랜드 원정군(2 NZEF IP) 및 제3사단과 함께 복무했다. 전쟁이 끝난 후, 1940년대 후반에 뉴질랜드 예비군이 재편성되었고, 여러 야전, 박격포(제5 경연대 RNZA), 해안 부대가 창설되었다. 1947년 1월에 뉴질랜드 포병 연대는 RNZA와 합병되었다.